# Stanton in Peak
Stanton in Peak est une paroisse civile et un village du Derbyshire, en Angleterre.